# Rolan Antonovics Bikov
Rolan Antonovics Bikov (oroszul: Ролан Антонович Быков; Kijev, 1929. október 12. – Moszkva, 1998. október 6.) orosz, szovjet színész, filmrendező.

## Pályája
Korán elhatározta, hogy színész lesz, de a felvételi vizsgákon sorra kibukott. Ebben alacsony termete és különös arca is  közrejátszhatott. Végül a Vahtangov Színház Scsukin nevét viselő színiiskoláját 1951-ben elvégezve léphetett színészi pályára.
1958-ig a moszkvai ifjúsági színház (Tyeatr Junovo Zrityelja) színésze, 1958–1960-ban a leningrádi Komszomol Színház rendezője. 1957-ben létrehozta és évekig vezette a Moszkvai Állami Egyetem (MGU) amatőr színpadát.
1954-ben állt először kamera elé, attól kezdve több mint száz, különböző hangvételű filmben játszott és a lehető legkülönbözőbb karaktereket, szerepeket alakított. 1959-ben Basmacskin szerepét játszotta Gogol A köpönyeg című elbeszélésének Alekszej Batalov által rendezett filmváltozatában. Egyik legemlékezetesebb alakítását nyújtotta Tarkovszkij Andrej Rubljov-filmjének Szkomoroh szerepében.
Az 1960-as évek elején szakított a színházzal és a Moszfilm stúdióhoz szerződött, ahol előbb színészként, majd – Mihail Romm támogatásával – 1962-től rendezőként is dolgozott. Rendezői pályája filmkomédiák készítésével indult, vonzódása a komikus, különös, sőt bohózati témákhoz később is megmaradt.
A Kornyej Csukovszkij  meséje alapján rendezett Ajbolit-66 című kísérleti jellegű filmjét a kritika részéről sok támadés érte, de a mozikban nagy sikert aratott. Egyik méltatója az ún. „filozófiai bohózat műfaj” (жанр философской клоунады) első darabjának nevezte, melyet később több is követett. Filmjeinek egy részét Rolan Bikov a legfiatalabb nézők számára készítette és az egyik legjobb gyermekfilm-rendezőnek bizonyult.
1977-ben a televízióban megvalósíthatta régi tervét, filmre vitte Gogol Az orr című elbeszélését, melyben négy szerepet játszott. A váratlanul komor, sötét interpretáció miatt ezt az alkotását a szovjet időkben csak egy alkalommal vetítették. Egyik legsikeresebb rendezésének az 1984-ben bemutatott Bocsáss meg, Madárijesztő! (Чучело) című filmet tartják, melyért egyszersmind a legtöbb meg nem értést, gáncsoskodást is el kellett viselnie.
1989-től a „Junoszty” alkotói egyesülés művészeti vezetője volt. Ugyanebben az évben gyermek- és ifjúsági film- és televízió központot hozott létre, mely hamarosan nemzetközi alapítvánnyá alakult át, Bikov halála után pedig fölvette a Rolan Bikov Alapítvány nevet.
Bikov számos állami díjban és kitüntetésben részesült.